# Thạnh Thắng
Thạnh Thắng là một xã thuộc huyện Vĩnh Thạnh, thành phố Cần Thơ, Việt Nam.
Xã Thạnh Thắng có diện tích 23,27 km², dân số năm 1999 là 7.124 người, mật độ dân số đạt 306 người/km².